# Daphnis hypothous
Daphnis hypothous ist ein Schmetterling (Nachtfalter) der Familie der Schwärmer (Sphingidae). Das Verbreitungsgebiet der Art umfasst große Teile Südostasiens sowie Neuguinea und den Norden Australiens.

## Merkmale

### Falter
Die Falter erreichen eine Flügelspannweite von 86 bis 120 Millimetern. Auf den Vorderflügeln dominiert ein dunkelgrünes Muster, das aus geschwungenen Flecken besteht, an die unterschiedlich gefärbte cremefarbene bis braune Streifen bzw. Flecken grenzen. Ein Streifen etwa auf Höhe des ersten Vorderflügeldrittels ist dabei auffällig und verläuft auch auf entsprechender Höhe zwischen den ersten beiden Segmenten des Hinterleibes. Auf der Spitze der Vorderflügel befindet sich ein kreisrunder, weißer Fleck. Die Hinterflügel sind dunkelgrün und braun gefärbt und tragen eine verwaschene, leicht geschwungene, hellbraune Binde etwa über die Flügelmitte.
Der Thorax und die beiden ersten Hinterleibssegmente sind dunkelgrün gefärbt, Kopf und Kragen sind dunkel violettbraun. Die Beine sind wie die Fühler cremefarben.

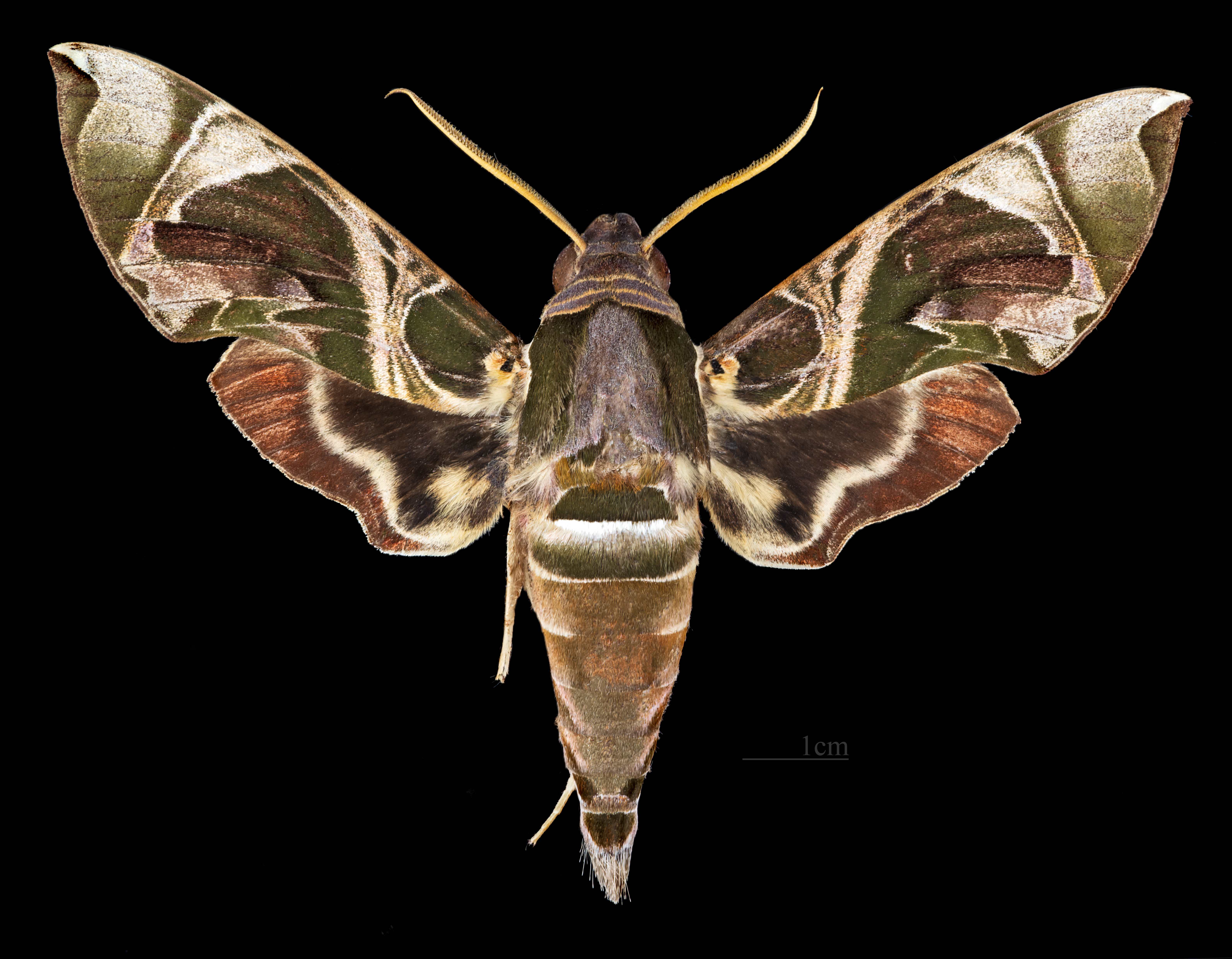
Daphnis hypothous hypothous ♂
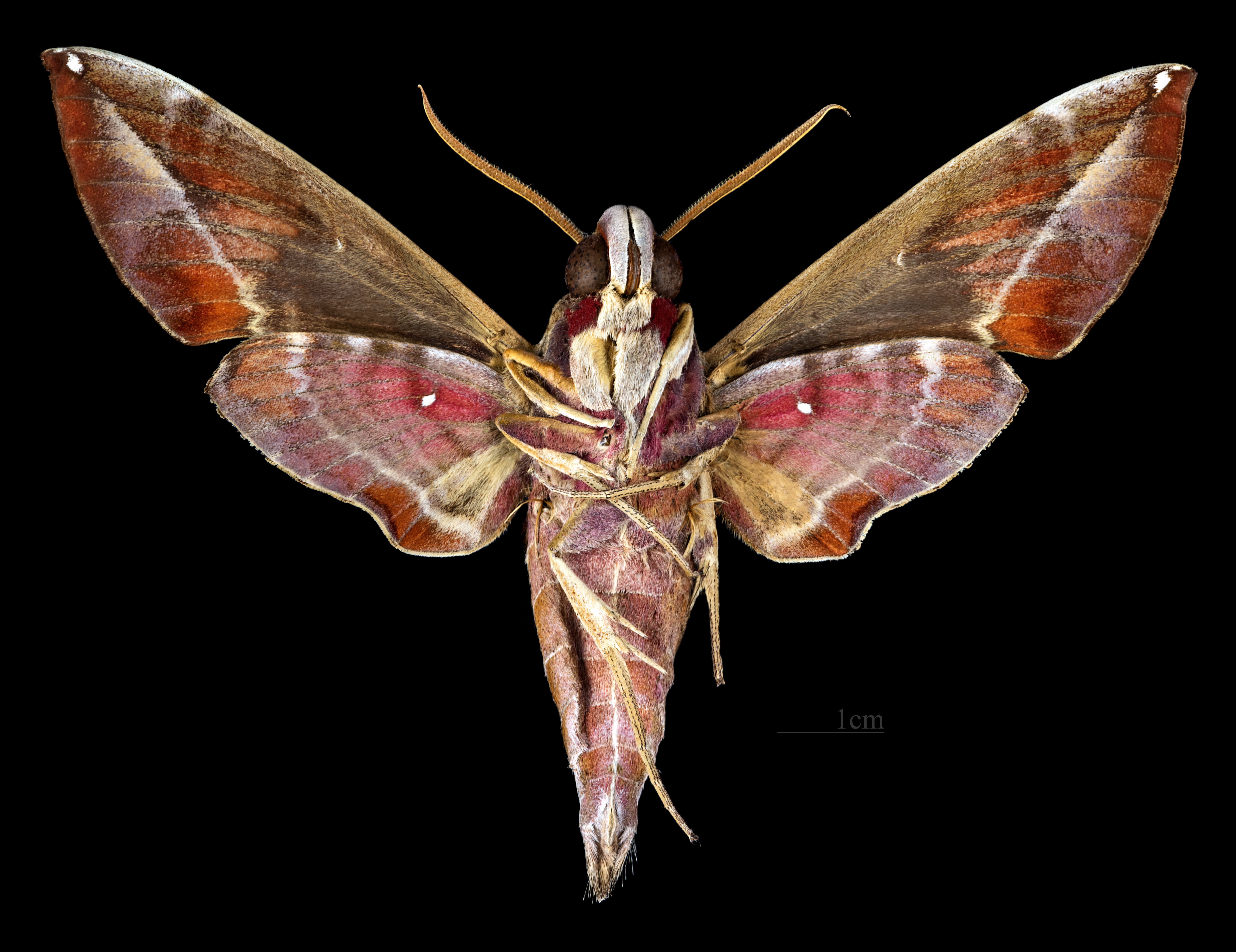
Daphnis hypothous hypothous ♂  △
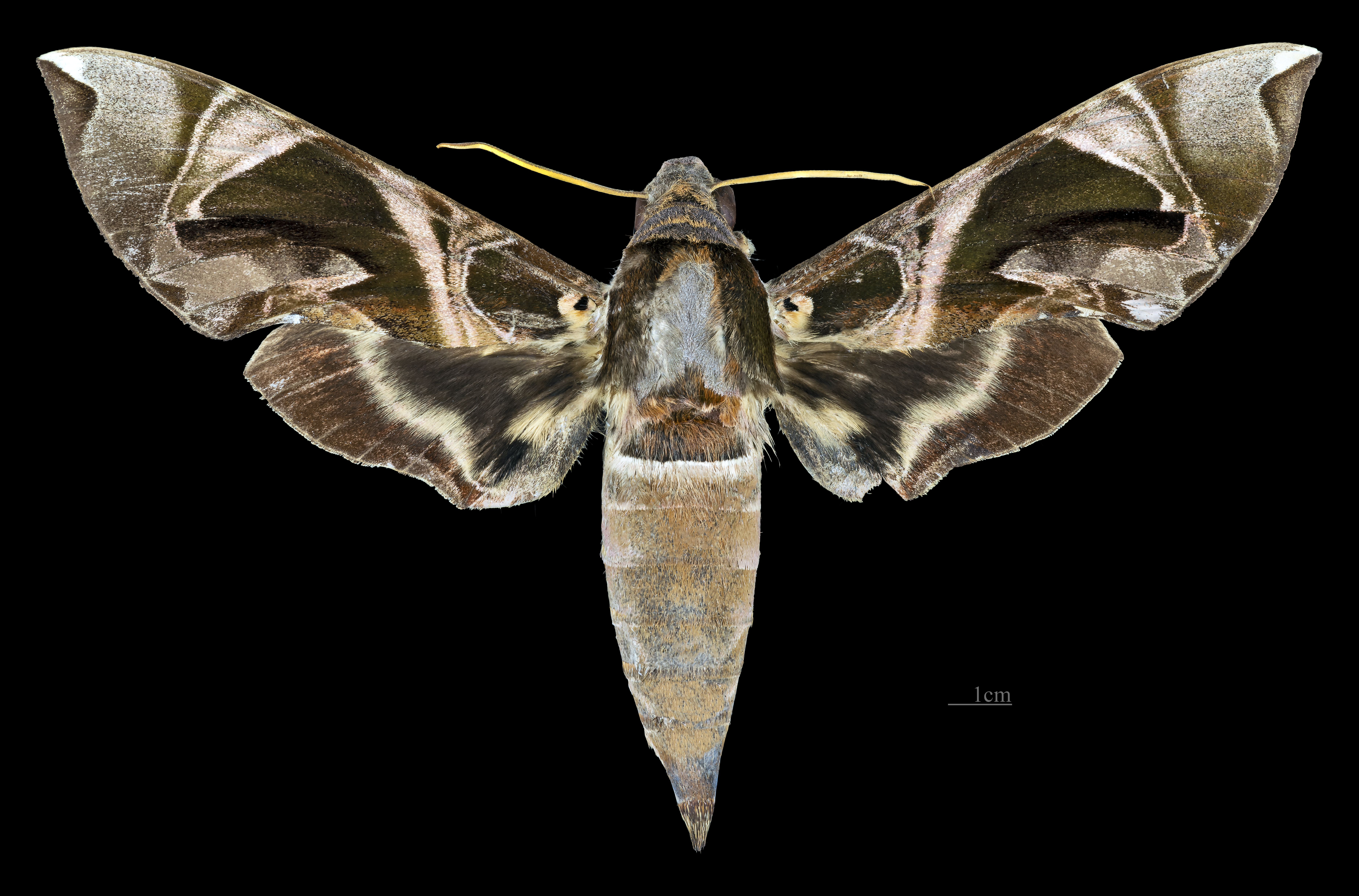
Daphnis hypothous hypothous ♀
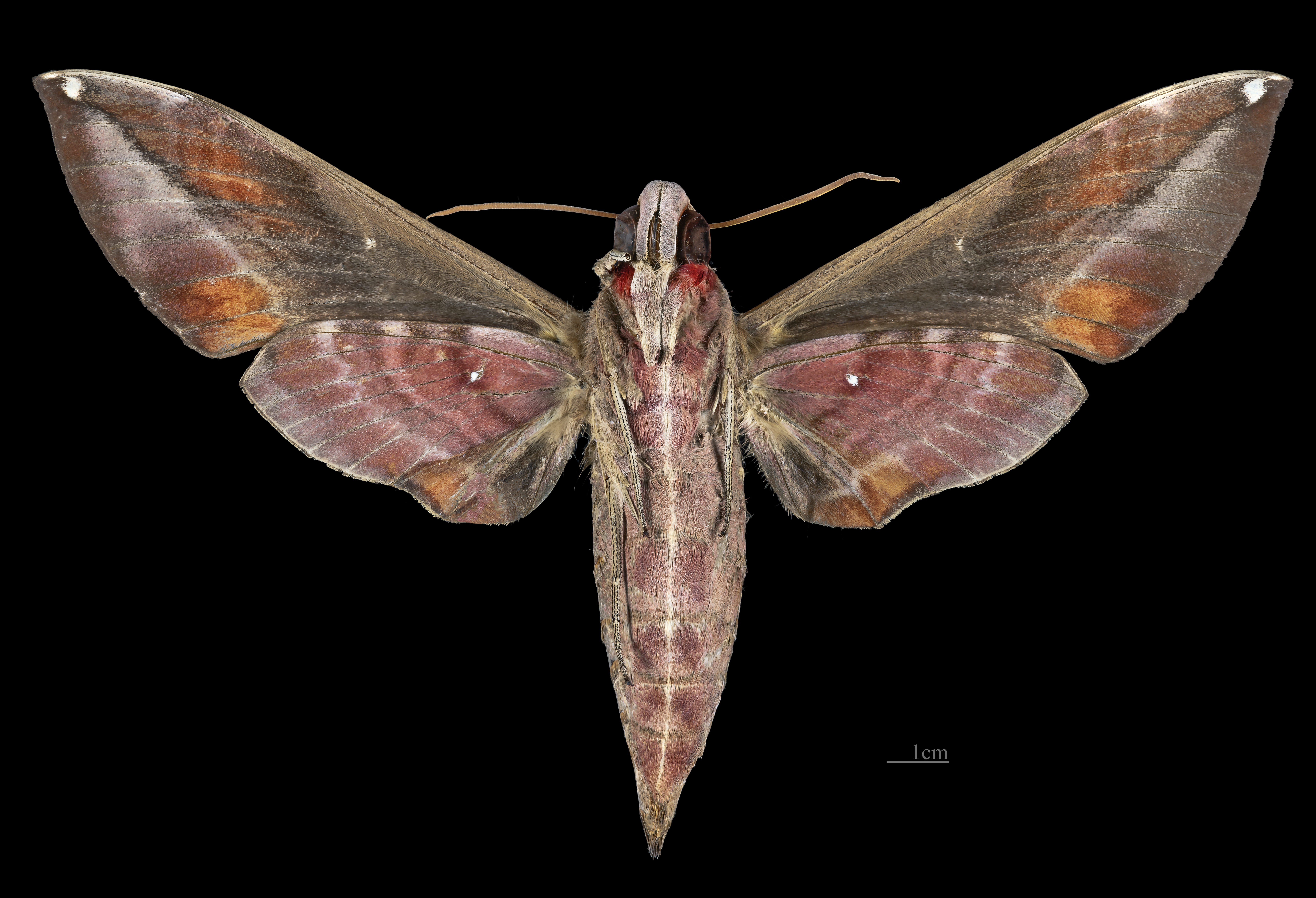
Daphnis hypothous hypothous ♀ △

### Raupen
Die Raupen erreichen eine Körperlänge von 60 bis 100 Millimetern und haben eine blassgrüne oder selten blassrote Grundfärbung. Der Thorax ist dabei dunkler als der Hinterleib. Seitlich des Rückens verläuft vom zweiten Thoraxsegment bis zur Basis des Analhorns beidseits des Körpers je eine weiße Längslinie, die am Anfang und Ende in orange übergeht. Entlang des Hinterleibs ist die weiße Linie nach oben dunkelgrün und nach unten hellblau gesäumt. Entlang der Körperseiten befinden sich zusätzlich schräge dunkelgrüne Streifen und feine gelbe Punkte. Die Seiten des dritten Thoraxsegments weisen je einen großen, blauen Augenfleck auf. Das leicht gekrümmte, kurze Analhorn ist braun und gepustelt. Kurz vor der Verpuppung verfärbt sich der Körper der Raupen violett mit dunkelroten Flecken.

### Puppe
Die Puppe ist ebenfalls der des Oleanderschwärmers ähnlich, besitzt aber eine feine schwarze Linie entlang des Saugrüssels, dem Kopf und entlang der Bauchseite bis zum Kremaster. Dieser ist breit und dreieckig geformt und endet in einer Doppelspitze. Auf Höhe der Stigmen verläuft ein dunkles Band, das sich parallel zu zwei weiteren dunklen Bändern auf der Bauchseite des Hinterleibs befindet.

### Ähnliche Arten
Daphnis hypothous kann mit dem Oleanderschwärmer (Daphnis nerii) verwechselt werden. Insbesondere dessen forma nigra sieht ihm sehr ähnlich. Sicheres Unterscheidungsmerkmal ist der weiße runde Fleck an der Flügelspitze, der dem Oleanderschwärmer fehlt.

## Vorkommen
Das Verbreitungsgebiet der Art umfasst große Teile Südostasiens sowie Neuguinea und den Norden Australiens. Die Unterart D. h. crameri kommt im Süden und Norden Indiens, in Sri Lanka, Nepal, Myanmar, im Süden Chinas, in Taiwan, Thailand, Malaysia und im  Westen Indonesiens vor. Das Areal der Unterart D. h. pallescens umfasst Neuguinea, die Salomonen und den Norden Australiens.

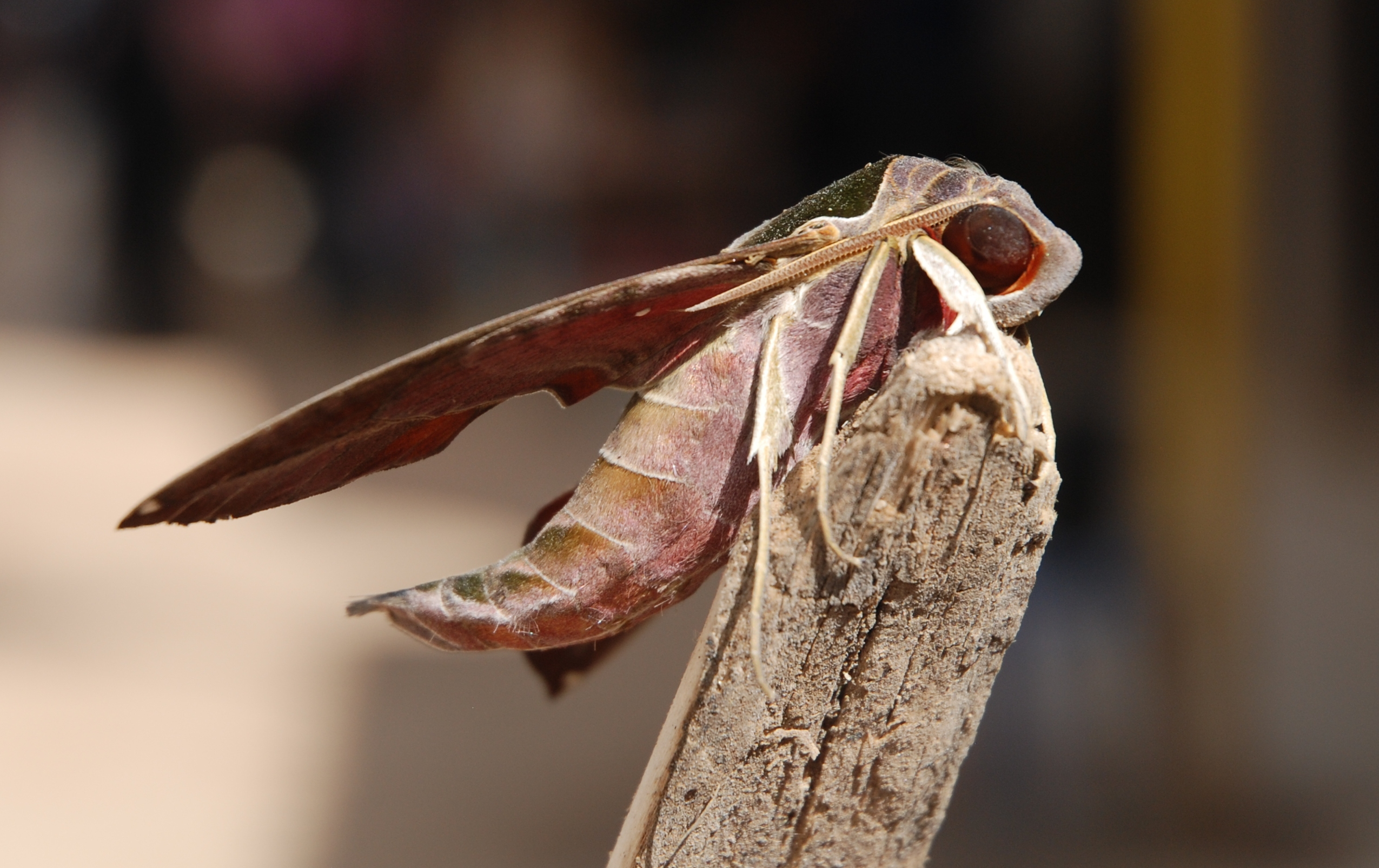
Daphnis hypothous im Profil

Daphnis hypothous fliegt als Wanderfalter über die Grenzen seines Verbreitungsgebietes hinaus und tritt dann auch im Norden Chinas und im Süden Japans auf. Im Nahen Osten findet man die Art dann gelegentlich, sehr selten fliegt sie auch in die weiter westlichen Bereiche der Paläarktis ein, wird aber westlich ihres Verbreitungsgebietes meist mit dem viel häufigeren Oleanderschwärmer verwechselt. Ein Individuum wurde Ende des 19. Jahrhunderts in Schottland gefunden, wobei davon ausgegangen wird, dass dieses als Puppe mit Fracht eingeschleppt wurde.

## Lebensweise
Die Falter sind außerordentlich schnelle Flieger und werden sowohl von künstlichem Licht als auch durch stark duftende Nektarquellen angelockt. Darüber hinaus ist über ihre Lebensweise nichts bekannt. Innerhalb ihres Verbreitungsgebiets bringt die Art ununterbrochen mehrere Generationen pro Jahr hervor.
Die runden und hellgrünen Eier sind denen des Oleanderschwärmers sehr ähnlich. Die daraus schlüpfenden Raupen leben bevorzugt an Pflanzen, die in Wassernähe wachsen. Die Raupen ernähren sich von verholzten Rötegewächsen (Rubiaceae). In Indien sind Chinarindenbäume (Cinchona), Wendlandia und Uncaria als Nahrungspflanzen nachgewiesen. Angaben von Raupenfunden auf Oleander (Nerium oleander) gründen sich vermutlich auf Verwechslungen mit Raupen des Oleanderschwärmers.
Die Verpuppung erfolgt am Boden in einem lockeren Kokon zwischen Pflanzenteilen. Die Puppe überwintert nicht.